# Großsteingrab Lerbjerggård
Das Großsteingrab  Lerbjerggård war eine megalithische Grabanlage der jungsteinzeitlichen Nordgruppe der Trichterbecherkultur im Kirchspiel Nørre Herlev in der dänischen Kommune Hillerød. Es wurde im 19. Jahrhundert zerstört.

## Lage
Das Grab lag südlich von Ny Hammersholt beim Hof Lerbjerggård zwischen zwei Teichen. In der näheren Umgebung gibt bzw. gab es zahlreiche weitere megalithische Grabanlagen.

## Forschungsgeschichte
Im Jahr 1890 führten Mitarbeiter des Dänischen Nationalmuseums eine Dokumentation der Fundstelle durch. Zu dieser Zeit waren keine baulichen Überreste mehr auszumachen.

## Beschreibung

### Architektur
Die Anlage besaß eine nord-südlich orientierte längliche Hügelschüttung unbekannter Größe. Ob ursprünglich eine Umfassung vorhanden war, ist unklar. Am Südende des Hügels befand sich eine Grabkammer, die als Urdolmen anzusprechen ist. Sie war ost-westlich orientiert und bestand aus vier Wandsteinen sowie einem Deckstein.

### Funde
In dem Grab wurden Skelettreste, Keramikscherben und ein geschliffenes dünnblattiges dicknackiges Beil aus Feuerstein gefunden. Das Beil gelangte ins Dänische Nationalmuseum, die anderen Funde wurden nicht aufgehoben.